# Салома (Иродова ћерка)
Саломе или Салома (грчки: Σαλώμη, транслит. Salōmē; хебрејски: שלומית, транслит. Shlomiẗ, потиче од јебрејског: שָׁלוֹם, транслит. shalom, са значењем мир; око 14 - 62/71. године нове ере) је била кћерка Иродијаде и Ирода Великог, пасторка Ирода Антипе. Према Јосифу Флавијеи, првобитно је била удата за свог стрица Филипа Ирода II. Након његове смрти 34. године нове ере удала се за Аристобула од Халкиде и постала краљица Мајле Јерменије. Из овог брака родила је тројицу синова.
Саломе је постала најпознатија по новозаветној причи, према којој је тражила, а потом и добила, главу Јована Крститеља као награду за свој плес. Због тога је постала симбол опасне заводнице која је више пута приказивана у популарној култури.

## Саломе у изворима
Како се њено име не помиње у јеванђељу, она се понекад ословљава само са „кћер Ирода“, као што је чест случај са средњовековним сликама које је представљају. Такође, не постоје тачни подаци када је Саломе рођена. Претпоставља се да је то било око 14. године нове ере и да је преминула између 62. и 71. године.
Према доступним подацима, археолози су у више наврата покушали да утврде место догађаја описаног у јеванђељима. Познато је да је Ирод Велики око 30. године старе ере саградио палату Махаерус у брдима северозападног Јордана, која је након његове смрти припала његовом сину Ироду Антипи за коју многи историчари тврде да је била тамница Јована Крститеља.
Рановековни извори
Саломе је углавном помињана као Иродова кчи, која је према Новом Завету (Марко 6:17 и Матеј 14:3-11) плесала за Ирода. У Јеврејским списима, Јосип Флавије пише о Саломиним браковима и синовима.
Јеванђеље по Марку описује Иродову рођенданску забаву на којој је плесала његова кћи. Задовољан и очаран њеним плесом, Ирод јој обећава да ће јој поклонити шта год она жели. Она у саветоваеу са мамом одлучи да затражи главу Јована Крститеља. Како не би показио обећање, и поред личног незадовољства жељом, он испуњава жељу и доноси главу својој кћери која она потом предаје својој мајици.
 И догоди се дан згодан, кад Ирод на дан свога рођења даваше вечеру кнезовима својијем и војводама и старјешинама Галилејскијем. И ушавши кћи Иродијадина и игравши и угодивши Ироду и гостима његовијем рече цар дјевојци: ишти у мене шта год хоћеш, и даћу ти. И закле јој се: што год заиштеш у мене даћу ти, да би било и до по царства мога. А она изишавши рече матери својој: шта ћу искати? А она рече: главу Јована крститеља. И одмах ушавши брзо к цару заиска говорећи: хоћу да ми даш сад на кругу главу Јована крститеља. И забрину се цар, али клетве ради и гостију својијех не хтје јој одрећи. И одмах посла цар џелата, и заповједи да донесе главу његову. А он отишавши посијече га у тамници, и донесе главу његову на кругу, и даде дјевојци, а дјевојка даде је матери својој
Исти догађај описује и Матеј у свом Јеванђељу:
А кад бијаше дан рођења Иродова, игра кћи Иродијадина пред њима и угоди Ироду. Зато и с клетвом обрече јој дати што год заиште. А она научена од матере своје: дај ми, рече, овдје на кругу главу Јована крститеља. И забрину се цар; али клетве ради и онијех који се гошћаху с њим, заповједи јој дати. И посла те посјекоше Јована у тамници. И донесоше главу његову на кругу, и дадоше дјевојци, и однесе је матери својој.
У неким древним грчким верзијама и текстовима, ученици и преписивачи су користили исто име за мајку и кћер – Иродова кћер Иродија. (референца) Међутим, у Вулгати, латинском преводу Библије а потом и западни црквени очеви, користили су искључиво само „Иродова кћи“ или „Иродова девојчица“.
Саломе не треба мешати са истоименом Исусовом ученицом која се помиње у јеванђељу по Марк у делу 15:40.
Јосип Флавије у својим Јеврејским старинама у књизи XVIII помиње Салому и њена два брака као и децу ....

## Саломе у уметности
Библијска прича а Саломином плесу пред Иродом са главом Јована Крститеља на сребрној тацни била је честа инспирација бројних средњовековних хришћанских уметника. На њиховим делима је приказивана као оличење ласкаве жене, заводнице и манипулаторке. Овај мотив назван као „плес седам велова“ био је често приказиван у музици, позоришту и балету као и у књижевним делима. Чувени ренесансни и барокни сликари, међу којима Андреа Соларис, Лука Кранах Старији, Титан, Гвидо Рени и Каравађо осликавали су Саломе, најчешће док плеше или држи главу на послужавнику. Титанијева верзија из 1515 наглашава наглашава контраст између невиног лица Саломе и брутално одсечене Јованове главе. Монова верзија, била је предмет писања француског романописца Жорж-Шарла Исманса у његовом делу Насупрот из 1884. године.
О Саломе су писали и књижевници Оскар Вајлд и Гистав Флебер, а у музици је најпознатија је опера Рихарда Штрауса названа по њоји.
Упркос помињању у јеванђељу, њено име Саломе, почело је да се употребљава од 19. века у кратким причама Густава Флобера.